# Cobra-d'água listrada
A cobra-d'água listrada ou cobra-d'água do sul (Nerodia fasciata) é uma espécie de cobra colubrida, principalmente aquática, endêmica do meio-oeste e sudeste dos Estados Unidos.

## Alcance geográfico
É encontrada nativamente de Indiana, ao sul da Louisiana e ao leste da Flórida.
Em 1992, seu congênere Nerodia sipedon (cobra-d'água do norte ou comum) foi encontrado em três locais na Califórnia pelo US Fish and Wildlife Service (USFWS). Em 2009, mais de 300 cobras-d'água foram capturadas nos subúrbios de Los Angeles pelo Grupo de Trabalho Nerodia do USFWS. Então, em maio de 2016, a espécie foi encontrada na bacia do rio Colorado perto de Yuma, Arizona . Outras armadilhas realmente capturaram um grande número deles, indicando que existe uma próspera população invasora naquela área.

## Descrição
Os adultos medem de 61 a 107 cm de comprimento total, com um tamanho recorde (nas subespécies da Flórida) de 158,8 cm. Em um estudo, a massa corporal média de cobras-d'água listradas adultas foi de 464,3 g .
É tipicamente cinza, cinza-esverdeado ou marrom, com faixas cruzadas escuras. Muitos espécimes são de cor tão escura que seu padrão é quase imperceptível. Eles têm cabeças achatadas e são bastante corpulentos. Se irritadas, elas liberam um almíscar fedorento para afastar os predadores. 
Sua aparência as leva a serem frequentemente confundidos com outras cobras com as quais compartilham um habitat, incluindo as menos comuns como a mocassim-d'água

## Habitat
A cobra-d"água listrada habita a maioria dos ambientes de água doce, como lagos, pântanos, lagoas e riachos.

## Dieta

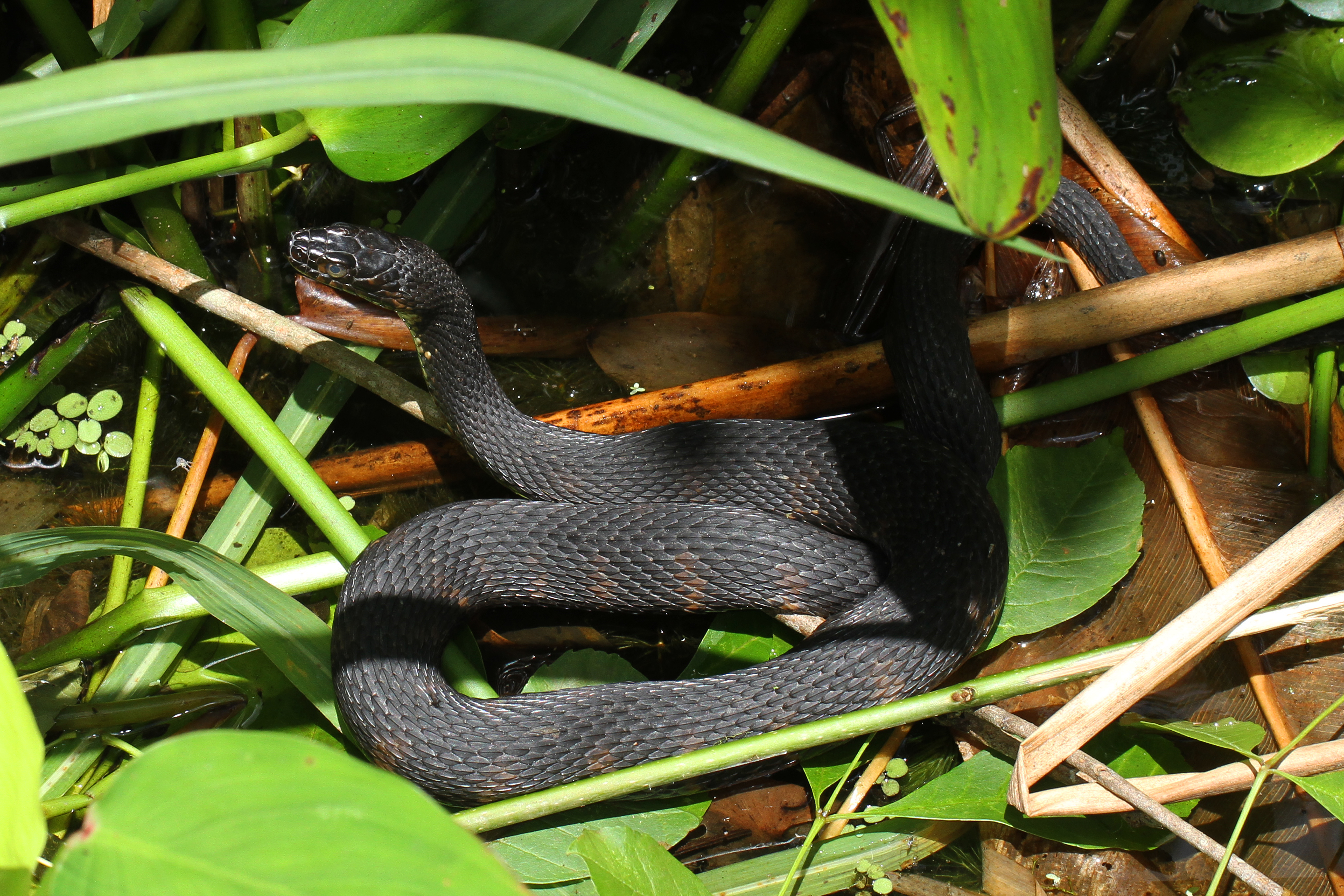
Cobra-d'água listrada na Flórida.

Alimenta-se principalmente de peixes e sapos. Usando seu órgão vomeronasal, também chamado de órgão de Jacobson, a cobra-d"água listrada pode detectar parvalbuminas no muco cutâneo de sua presa.

## Reprodução
A espécie é ovovípara, dando à luz filhotes vivos. O tamanho da ninhada varia de 9 a 50. Os recém-nascidos medem de 200 a 240mm de comprimento total.

## Subespécies
As três subespécies reconhecidas de cobra-d"água listrada, incluindo as subespécies nominotípicas, são: 
- N. f. confluentes ( Blanchard, 1923)
- N. f. fasciata ( Linnaeus, 1766)
- N. f. pictiventris ( Cope, 1895) - cobra-d'água da Flórida

## Taxonomia
Algumas fontes consideram Nerodia clarkii compressicauda e Nerodia clarkii taeniata como subespécies de Nerodia fasciata . Além disso, algumas fontes consideram Nerodia fasciata uma subespécie de Nerodia sipedon .